# Manimahesh Kailash
O pico Manimahesh Kailash, também conhecido como Chamba Kailash é uma montanha localizada na subdivisão Bharmour do distrito de Chamba, no estado indiano de Himachal Pradesh. A montanha eleva-se sobre o lago Manimahesh. Acredita-se que o pico é a morada da divindade Hindu Shiva. O pico fica a 26 quilômetros de distância de Bharmour, e é um dos principais destinos de peregrinagem em Himachal Pradesh. O lago Manimahesh, localizado no sopé de Kailash, também é venerado pelo povo da área, especialmente pela tribo Gaddi.
Manimahesh Kailash nunca foi escalado com êxito, e portanto é um pico virgem. Uma tentativa de escalá-lo em 1968 por um time Indo-Japonês, liderado por Nandini Patel, foi cancelada. Essa falha foi atribuída ao status divino do pico, já que ele é reverenciado como a montanha sagrada de Chamba, de acordo com os devotos ferrenhos do lago Manimahesh e da montanha.

## Lendas
Existem diversas lendas que narram a santidade do conjunto do pico e do lago em sua base. Em uma popular, acredita-se que Shiva criou Manimahesh depois de ter se casado com a deusa Parvati. Ele também demonstraria seu desagrado causando avalanches e fortes tempestades de neve na região.
Em outro mito, diz-se que o deus teria feito de Manimahesh Kailash sua residência. Uma formação rochosa no formato de um lingam que existe numa das faces da montanha é considerada como uma manifestação da divindade. O campo de neve que se localiza na base de Manimahesh Kailash também é considerado pelos habitantes locais como uma área para a diversão de Shiva.
Acredita-se também que Manimahesh Kailash é invencível, como ninguém até agora escalados, apesar das afirmações em contrário e o fato de que muito mais altos picos foram ampliados, incluindo o Monte Everest. De acordo com uma lenda, uma tribo local, um Gaddi, tentou subir junto com um rebanho de ovelhas e é acreditado para ter sido transformado em pedra, juntamente com as suas ovelhas. A série de pequenos picos em torno do principal pico são acreditados para ser os restos do pastor e suas ovelhas.